# Albert Bailly (romancier)
Pour les articles homonymes, voir Bailly.
Œuvres principales
- L'Éther Alpha (1929)

Albert Bailly, né en 1886 à Bruxelles et mort en 1978 à Schaerbeek, est un journaliste et romancier belge. Auteur de nombreux romans historiques et merveilleux-scientifiques, il fut lauréat du prix Jules-Verne en 1929 avec son roman L'Éther Alpha.

## Un romancier amateur de thèmes conjecturaux
Débutant par l'écriture de romans historiques, Albert Bailly a écrit au cours de sa carrière littéraire plusieurs romans de merveilleux scientifique et d'anticipation. Dans Les Vieux de la terre (1928), il entreprend une réflexion sur le choc de trois sociétés (les civilisations asiatiques, européennes et la toute-jeune Amérique) en y instillant une invention merveilleuse-scientifique. Son roman L'Éther Alpha (1929), récompensé du prix Jules-Verne, aborde le thème de la rencontre avec une vie extraterrestre, tandis qu'en 1955, il en produit une suite avec Pardonnons à Dieu, dont l'intrigue oppose en l'an 2333 une humanité divisée. Avec ce dernier roman, qui n'eut cependant aucun succès, Albert Bailly s'essaie à une science-fiction plus moderne, sans doute influencée par les classiques américains. Enfin, son titre Tu survivras ! met en scène au XXe siècle, Léonard de Vinci, Mona Lisa del Gioconda et le duc de Milan Jean Galéas Sforza, détenteurs du secret de l'immortalité, cible d'un banquier et d'un chef bolchevique.

## Œuvre

### Romans
- Contes (1910)
- Les Gaulois courageux, César en Belgique (1910)
- 1830 (1913)
- Loin des villes (1913)
- Le 15-2 pendant la Grande Guerre : de l’Alsace aux Flandres, 1914-1918 (1919)
- Au service de la France. Roman historique, dédié à la mémoire des soldats belges morts (1921)
- La Femme libre (1922)
- Les Vieux de la terre (1928)
- L'Éther Alpha (1929), paru initialement en feuilleton dans Le Figaro en 1928 sous le titre Le Baiser de l'infini[4] - prix Jules-Verne 1929
- Un Héros français de l’indépendance belge Jenneval (1930)
- L’Amour et le feu (1938)
- Tu survivras ! (1938)
- Pardonnons à Dieu (1955)

### Théâtre
- La Guerre, pièce en trois actes (1912)
- On n’oublie pas…, pièce en un acte (1914)